# Hidetoshi Satō
Hidetoshi Satō (佐藤 英敏, Utatsu, Motoyoshi, prefectura de Miyagi, 1985) és un compositor japonès.
Principalment responsable de la composició de cançons relacionades amb l'anime, també és conegut per compondre moltes de les cançons originals de l'actor de veu Megumi Hayashibara. La seva cançó més representativa és Zankoku na tenshi no these, també coneguda com The Cruel Angel's Thesis, el tema d'obertura de Neon Genesis Evangelion. Compon amb un mètode únic.
Va compondre el tema d'obertura Plenty of grit per a Slayers Revolution, que va començar el juliol de 2008 i el tema d'obertura Front breaking per a l'anime de televisió Slayers Evolution-R el febrer de 2009.
El maig de 2011, va fer els seus comentaris quan Zankoku na tenshi no these va guanyar el premi d'or JASRAC. Des de llavors, va desaparèixer dels mitjans completament fins al 2020. Per tant, es desconeix la seva activitat del 2010 al 2019.
El març de 2020, va publicar la cançó Two Thumbs Up! pel 30è aniversari de la sèrie Slayers. Va ser la primera cançó nova publicada en 10 anys i 1 mes des de Front breaking.